# Baki Kemancı
Baki Kemancı (* 1968 in Çanakkale) ist ein türkischer Geiger.

## Leben
Kemancı erhielt ab seinem achten Lebensjahr Violinunterricht von seinem Vater und seinem Großvater. Von 1979 bis 1984 studierte er am Staatlichen Türkischen Musikkonservatorium der Technischen Universität Istanbul. 1986 bestand er die Künstlerprüfung der Türkischen Hörfunk- und Fernsehanstalt (TRT) und wurde Geiger bei Radio Istanbul (TRT İstanbul Radyosu). 1988 wurde er Mitglied eines Streichorchesters, das unter verschiedenen Namen, u. a. als Ensemble Ilyas Tetik auftrat und Alben aufnahm, ab 1998 als A Takımı und schließlich als Streichorchester Kempa. Weitere Alben nahm er u. a. mit Kudsi Ergüner, Göksel Baktagir und Melihat Gülses auf.